# Philip Yordan
Philip Yordan (* 1. April 1914 in Chicago, Illinois; † 24. März 2003 in La Jolla, Kalifornien) war ein US-amerikanischer Drehbuchautor und Filmproduzent.

## Leben
Der Sohn polnischer Immigranten studierte an der University of Illinois und machte einen Abschluss in Rechtswissenschaften am Kent College of Law in Chicago. Während der McCarthy-Ära lebte Yordan in Paris und verfasste dabei nicht nur selbst Drehbücher, sondern stellte seinen Namen auch als Verfasserangabe für Drehbücher anderer Autoren zur Verfügung, deren Namen auf der „Schwarzen Liste“ standen. Philip Yordan war dreimal für den Oscar nominiert und gewann ihn schließlich bei der Oscarverleihung 1955 für seine Arbeit an dem Film Die gebrochene Lanze.
Er verstarb im Alter von 88 Jahren an Bauchspeicheldrüsenkrebs.

## Filmografie (Auswahl)
- 1943: Der unbekannte Gast (The Unknown Guest)
- 1944: Johnny Doesn’t Live Here Anymore
- 1944: Heirate niemels einen Fremden (When Strangers Marry)
- 1945: Jagd auf Dillinger (Dillinger)
- 1946: The Chase
- 1946: Der Todesreifen (Suspense)
- 1949: Die Goldräuber von Tombstone (Bad Men of Tombstone)
- 1949: Blutsfeindschaft (House of Strangers)
- 1949: Guillotine (The Reign of Terror)
- 1950: Auf des Schicksals Schneide (Edge of Doom)
- 1951: Trommeln im tiefen Süden (Drums in the Deep South)
- 1951: Polizeirevier 21 (Detective Story)
- 1952: Meuterei auf dem Piratenschiff (Mutiny)
- 1952: Mara Maru (Mara Maru)
- 1953: Houdini, der König des Varieté (Houdini)
- 1953: Blutiger Süden (Blowing Wild)
- 1953: Wenn die Marabunta droht (The Naked Jungle)
- 1954: Die gebrochene Lanze (Broken Lance)
- 1954: Johnny Guitar – Wenn Frauen hassen (Johnny Guitar)
- 1955: Der Mann aus Laramie (The Man from Laramie)
- 1955: Geheimring 99 (The Big Combo)
- 1956: Schmutziger Lorbeer (The Harder They Fall)
- 1957: Schlucht des Verderbens (Gun Glory)
- 1958: Der Killer mit der sanften Stimme (The Fiend Who Walked the West)
- 1959: Tag der Gesetzlosen (Day of the Outlaw)
- 1960: Jeder zahlt für seine Schuld (The Bramble Bush)
- 1961: König der Könige (King of Kings)
- 1961: El Cid
- 1963: 55 Tage in Peking (55 Days at Peking)
- 1964: Der Untergang des Römischen Reiches (The Fall of the Roman Empire)
- 1965: Panzerschlacht in den Ardennen (Battle of the Bulge)
- 1967: Ein Tag zum Kämpfen (Custer of the West)
- 1969: Der Untergang des Sonnenreiches (The Royal Hunt of the Sun)
- 1971: Captain Apache
- 1971: Matalo (… y seguian robandose el millon de dolares)

## Auszeichnungen
- Drei Oscar-Nominierungen, davon einmal ausgezeichnet
- Edgar-Auszeichnung
- WGA-Award-Nominierung